# Titanic (film, 1997)
A Titanic 1997-ben bemutatott amerikai romantikus filmdráma és katasztrófafilm James Cameron írásában és rendezésében az elsüllyedő RMS Titanicról. A főszerepben Kate Winslet és Leonardo DiCaprio látható mint Rose DeWitt Bukater, illetve Jack Dawson, két különböző társadalmi osztály képviselői, akik egymásba szeretnek a hajó végzetes, 1912-es első útján. Bill Paxton alakítja Brock Lovettet, egy kincsvadász-expedíció vezetőjét, míg a történetet 1996-ban elmesélő idős Rose-t (új vezetéknevén Calvert) Gloria Stuart játssza. A további szerepekben Billy Zane mint Rose vőlegénye, Caledon Hockley, Kathy Bates mint Margaret "Molly" Brown, Frances Fisher mint Rose anyja, Ruth és Danny Nucci mint Jack legjobb barátja, Fabrizio De Rossi láthatók.
Mivel a Titanicot nem fejezték be 1997 közepéig, problémák vetődtek fel Hollywoodban, s szóba került a film hosszának csökkentése, azonban Cameron harcba szállt, hogy további vágások nélkül mutathassa be a filmet. Észak-Amerikában a Paramount Pictures (nemzetközileg a 20th Century Fox) forgalmazásában került a mozikba 1997. december 19-én, és noha jól szerepelt nyitóhétvégéjén, csak a következő évben bizonyított igazán a jegyeladások terén. 15 hetet töltött a jegyeladási lista élén, ennél többször csupán az E.T.-nek sikerült győzedelmeskednie (16 hét). 
1998-ban tizennégy Oscar-díjra jelölték a filmet, amiből tizenegyet nyert el, köztük a legjobb filmnek járó díjat. A Titanic tartja a legtöbb Oscar-díjat nyerő film rekordját megosztva a Ben-Hurral (1959) és az A Gyűrűk Ura: A király visszatérrel (2003). Továbbá az 1950-es Mindent Éváról című filmmel karöltve a legtöbb Oscar-jelölést kiérdemlő alkotás. Szerepel az 1001 film, amit látnod kell, mielőtt meghalsz című könyvben is.

## Cselekmény
1996-ban a kincsvadász Brock Lovett (Bill Paxton) és csapata a RMS Titanic roncsai közt kutat az Óceán Szíve nevű, rendkívül értékes kék gyémánt után, mely egykor XVI. Lajos francia királyé volt. A gyémántot nem találják meg, csupán egy rajzot, mely egy meztelen nőt ábrázol nyakában az ékszerrel. A rajzon lévő dátum arról tanúskodik, hogy a mű a Titanic jéghegynek ütközésének napján készült. A 101 éves Rose Dawson Calvert tudomást szerez a rajzról, és elmondja Lovettnek, hogy a kép őt ábrázolja. Unokájával, Elizabeth (Lizzy) Calverttel (Suzy Amis) meglátogatja Lovettet és kissé szkeptikus csapatát az Akagyemik Msztyiszlav Keldis kutatóhajón, ahol természetesen rögvest a gyémánt hollétéről kérdezik. Válaszul az idős Rose egy megrázó történetet mesél el, melyből kiderül, hogy ő nem más, mint Rose DeWitt Bukater, akiről mindenki azt hitte, hogy életét vesztette a katasztrófában.
1912-ben a jómódú, 17 éves Rose (Kate Winslet) édesanyjával, Ruth DeWitt Bukaterrel (Frances Fisher) és vőlegényével, Caledon (Cal) Hockley-val (Billy Zane) száll fel a Titanic fedélzetére az angliai Southamptonban. A DeWitt Bukater család látszatra semmiben nem szenved hiányt, ám valójában olyan súlyosan eladósodtak, hogy a csődtől csak Rose Hockleyval kötendő házassága mentheti meg őket. Az eljegyzés tehát mind Rose anyja, mind Cal szemében kitüntetett fontosságú, de Rose úgyszólván látni sem bírja zsarnokoskodó vőlegényét, és torkig van anyja erőszakosságával is, mellyel őt ebbe a házasságba akarja kényszeríteni akarata ellenére. Helyzetéből más kiutat nem látván öngyilkosságot kísérel meg: a hajó tatjáról a vízbe akarja vetni magát. Mielőtt azonban megtenné, Jack Dawson (Leonardo DiCaprio), a csavargó művész közbelép. Miközben visszafelé húzza Rose-t a korláton, a lány megcsúszik, és rémületében sikoltozni kezd. Az odasiető tengerészek, valamint Cal és barátai először azt hiszik, azért, mert Jack erőszakoskodott vele. Rose elmagyarázza, hogy nem ez történt, Jack megmentette az életét, és öngyilkossági szándékát elhallgatva azt mondja, azért csúszott meg, mert túlságosan kihajolt a korláton, hogy lássa a hajócsavarokat. Jack alátámasztja Rose állítását, de Hockley inasának, Spicer Lovejoynak (aki korábban rendőr volt) a fiú továbbra is gyanús marad. Rose hálás Jacknek, amiért az megmentette őt, s miközben a fiú történeteket mesél saját utazásairól és a rajzairól, lassan egészen összebarátkoznak. Kapcsolatuk csak még inkább elmélyül, amikor a merev társadalmi szabályokhoz igazodó első osztályon elköltött vacsora után a fedélközben a sokkalta vidámabb ír táncmulatsághoz csatlakoznak.
Cal tudomást szerez menyasszonya hollétéről, és másnap a reggelinél dühtől tajtékozva (az asztalt is felborítva) tiltja meg Rose-nak, hogy Jackkel találkozzon. Rose azonban, mikor látja, hogyan figyelmezteti egy első osztályon utazó nő a hétéves kislányát arra, hogy illendően viselkedjen, végleg hátat fordít anyjának és vőlegényének, s megkéri Jacket, rajzolja le őt is meztelenül, az Óceán Szíve gyémánttal a nyakában (melyet Caltől kapott ajándékba az eljegyzésükre). Ezután a két szerelmes megszökik Lovejoy elől, és a hajó rakterébe érkeznek meg, ahol William Carter Renault-jában szeretkeznek. Ezután, már a hajó orrfedélzetén állva, Rose kijelenti, hogy New Yorkban Jackkel fog leszállni a hajóról. Nem sokkal később szemtanúi lesznek, amint a hajó összeütközik a jégheggyel. Hallván a kapitány és a hajó tervezőjének megállapítását arról, hogy milyen súlyos is ez a baleset, Rose úgy dönt, értesítenie kell anyját és vőlegényét. Eközben Cal megtalálja a Rose-ról készült rajzot és menyasszonya gúnyos üzenetét a széfben. Utasítja Lovejoy-t, hogy csempéssze az Óceán Szívét Jack zsebébe; ilyen módon aztán azzal vádolja a fiút, hogy az ékszert az ellopta tőle. Jacket letartóztatják, majd, ahogy a hajó egyre mélyebbre süllyed, az őt őrző Lovejoy megbilincselve magára hagyja. Rose, az anyja és Cal eközben csónakra várnak, ám Rose nem száll be, hanem Jack keresésére indul. Miután kiszabadította, újfent a csónakfedélzetre sietnek.
Ezalatt a fedélzeten kitör a pánik, az utasok tolongva gyülekeznek a fedélzeten. A bizakodó hangulatnak vége lett, ugyanis a megdőlt fedélzeten az utasok ráébredtek, hogy a hajó valóban el fog süllyedni. A vészrakétákat sorra lövik ki, a csónakokat egyenként bocsátják le a tengerre, közben a hajó teste még mindig fényesen ki van világítva, és megnyugtató zene szól a hajózenészek hangszereiből. A hajó bal oldalán csak nőket és gyerekeket engednek beszállni, majd félig üresen megrakodva eresztik le a csónakokat, tartva attól, hogy esetleg kettétörnek leeresztés közben a túlterhelés miatt. Nem tudták, hogy a mentőcsónakok gerincét megerősítettre tervezték éppen azért, hogy emberekkel teli lehessen leereszteni. Sok ember ezen információ hiánya miatt veszett oda.
Bár Cal és Jack esküdt ellenségek, mindketten biztonságban szeretnék tudni Rose-t. Cal azt állítja neki, egyezséget kötött egy tiszttel, aki Jacket is és őt magát is ki fogja menekíteni (az egyezség valójában Jackre nem vonatkozik). Rose azonban képtelen Jacket elhagyni, és a csónakból visszamászik a hajó fedélzetére. Cal, látva, hogyan borulnak zokogva egymás nyakába az első osztály lépcsősorán, egészen kivetkőzik magából, és Lovejoy pisztolyát „kölcsönvéve” üldözőbe veszi őket. Töltényei azonban elfogynak, s a két szerelmes megmenekül előle. Cal ekkor jön rá, hogy az Óceán Szívét a kabátja zsebében felejtette, melyet Rose-nak adott. Lovejoytól különválva visszatér a csónakfedélzetre, ahol helyet kap az összecsukható A csónakban, miután egy elveszett gyermekkel a karjában közelíti azt meg. Mire Jack és Rose is visszatérnek, a csónakok már mind elmentek. A hajó tatján a korlát külső oldalára másznak, amikor az függőleges helyzetbe emelkedik. Miután a hajó elsüllyedt, úszni kezdenek a jeges vízben, mígnem találnak egy leszakadt ajtószárnyat, s megpróbálnak felmászni rá, azonban ez a kétes menedék csak az egyiküknek elég. Jack megfagy a vízben, de Rose-t Harold Godfrey Lowe csónakja (a 14-es) kimenti.
Rose az RMS Carpathia fedélzetén érkezik meg New Yorkba, ahol a túlélők nevét számba vevő tisztnek Rose Dawsonként mutatkozik be. Vőlegényét, Calt a Carpathia fedélzetén látja utoljára, amint a férfi őt keresi (Cal később, az 1929-es világválság idején öngyilkos lett).
Története végére érve az idős Rose Lovett hajójának tatjához sétál. Kiderül, hogy az Óceán Szíve továbbra is a birtokában van, de az ékszert most a vízbe dobja élete legmeghatározóbb eseményének színhelyén. A film végén az idős Rose-t ágyában pihenni látjuk; éjjeliszekrényén fényképek garmadája sorakozik, mutatva, hogy mindent megvalósított életében, amit Jackkel együtt a Titanic fedélzetén eltervezett. Az asszony álmában meghal, majd a zárójelenetben újra a fiatal Rose jelenik meg, amint az első osztály lépcsősorán ismét találkozik Jackkel; szenvedélyes csókjukat a katasztrófában elhunyt körülállók lelkes tapsa kíséri.

## Szereplők
| Szerep                        | Színész                    | Szinkronhang       |
| ----------------------------- | -------------------------- | ------------------ |
| Jack Dawson                   | Leonardo DiCaprio          | Hevér Gábor        |
| Rose DeWitt Bukater           | Kate Winslet               | Major Melinda      |
| Caledon "Cal" Hockley         | Billy Zane                 | Tóth Sándor        |
| Molly Brown                   | Kathy Bates                | Molnár Piroska     |
| Ruth DeWitt Bukater           | Frances Fisher             | Hámori Ildikó      |
| Rose idősen                   | Gloria Stuart              | Tolnay Klári       |
| Brock Lovett                  | Bill Paxton                | Rubold Ödön        |
| Edward J. Smith kapitány      | Bernard Hill               | Bitskey Tibor      |
| Spicer Lovejoy                | David Warner               | Kárpáti Tibor      |
| Thomas Andrews                | Victor Garber              | Várkonyi András    |
| J. Bruce Ismay                | Jonathan Hyde              | Melis Gábor        |
| Lizzy Calvert                 | Suzy Amis                  | Kisfalvi Krisztina |
| Lewis Bodine                  | Lewis Abernathy            | Barbinek Péter     |
| Bobby Buell                   | Nicholas Cascone           | Csuja Imre         |
| Anatoly Milkailavich          | Dr. Anatoly M. Sagalevitch | Uri István         |
| Fabrizio DeRossi              | Danny Nucci                | Bartucz Attila     |
| Tommy Ryan                    | Jason Barry                | Koncz István       |
| William Murdoch elsőtiszt     | Ewan Stewart               | Czvetkó Sándor     |
| Harold Lowe ötödik tiszt      | Ioan Gruffudd              | Viczián Ottó       |
| Charles Lightoller másodtiszt | Jonathan Phillips          | Jakab Csaba        |
| Henry Wilde főtiszt           | Mark Lindsay Chapman       | Varga Tamás        |
| Alfred Rowe fedélzetmester    | Richard Graham             | Szűcs Sándor       |
| Robert Hichens fedélzetmester | Paul Brightwell            |                    |
| Csendőrparancsnok             | Ron Donachie               | Végh Ferenc        |
| John Jacob Astor              | Eric Braeden               | Szokolay Ottó      |
| Madeleine Astor               | Charlotte Chatton          | Mics Ildikó        |
| Archibald Gracie ezredes      | Bernard Fox                | Versényi László    |
| Benjamin Guggenheim           | Michael Ensign             |                    |
| Madame Aubert                 | Fannie Brett               |                    |
| Ír anyuka                     | Jenette Goldstein          | Némedi Mari        |
| Helga Dahl                    | Camilla Overbye Roos       |                    |
| Nő a harmadosztályon          | Linda Kerns                |                    |
| Trudy Bolt                    | Amy Gaipa                  |                    |
| Sir Duff Gordon               | Martin Jarvis              | Orosz István       |
| Lady Duff Gordon              | Rosalind Ayres             |                    |
| Rothes grófnő                 | Rochelle Rose              |                    |

### Kitalált szereplők
- Jack Dawson: A film férfi főhőse; egy nincstelen ember, aki a világot járja. A Titanicra a jegyét pókeren nyerte. Rose szépsége első látásra elvarázsolja, s amikor a lány öngyilkos akar lenni, sikerül lebeszélnie a szándékáról. Hőstette jutalmául vacsorázni hívják az első osztályra. Mindezért cserébe feltár Rose előtt egy sokkal szabadabb életet, melyet a lány mindig is elképzelt magának, csak eddig nem mert megvalósítani. Jack Dawson életét vesztette a jeges vízben. (Jack szerepére Billy Crudup és Stephen Dorff is esélyes volt.)
- Rose DeWitt Bukater: A film női főhőse; a felső tízezerhez tartozó, 17 éves Rose-t akarata ellenére jegyzi el Caledon Hockley; mindennek hátterében a DeWitt családot sújtó adósságok állnak, melyeket az özvegyen maradt Ruth (Rose anyja) csak ezzel a házassággal lesz képes rendezni. Rose elkeseredésében öngyilkosságot kísérel meg, de a találkozása Jackkel teljesen megváltoztatja az életét. Miután tudomást szerez a róla készült rajz megtalálásáról, sok mindent elmond Lovettnek az Óceán Szívéről, és saját életének egy, korábban még soha, senkinek el nem mesélt epizódjáról. A film utolsó jelenetének értelmezése megosztja a nézőket: egyesek szerint csupán mélyen alszik, és álmában találkozik újra Jackkel az első osztály lépcsősorán, míg mások úgy gondolják, éppen úgy hal meg, ahogyan Jack kívánta neki: „mint egy kedves, öreg hölgy, egy puha, meleg ágyban”. Gloria Stuart az utóbbi álláspontot osztja, míg James Cameron a DVD audiókommentárban a döntést a nézőre bízza.
- Caledon Nathan Hockley: Rose vőlegénye; egy hatalmas acélipari vállalat örököse, arrogáns, sznob első osztályon utazó férfi, a film negatív főhőse. Ahogy Jack és Rose románca kibontakozik, egyre féltékenyebb, dühösebb és kegyetlenebb lesz. Ő adja ajándékba Rose-nak az Óceán Szíve gyémántot, hogy emlékeztesse a lányt az iránta érzett szerelmére, majd arra kéri, „tárja ki előtte a szívét”. Az utolsó pillanatban menekült meg a süllyedő Titanic-ról. (A filmből megtudjuk, hogy Cal később, az 1929-es tőzsdei összeomlást követően öngyilkos lett.)
- Ruth DeWitt Bukater: Rose megözvegyült anyja, aki pusztán azért adja férjhez a lányát, hogy Cal pénzének segítségével mind jómódban maradhassanak. Bár szereti Rose-t, meg van győződve róla, hogy helyes, amit tesz. Jackkel szemben igen ellenséges, noha a fiú megmentette a lánya életét. Elsők között szállt be a 6-os számú mentőcsónakba.
- Fabrizio De Rossi: Jack olasz barátja, aki vele együtt száll a Titanic fedélzetére, miután Jack két jegyet nyert pókeren. Fabrizio a süllyedés során életét veszíti; a hajó egyik kéménye zuhan rá, miközben úszva próbál menekülni.
- Tommy Ryan: Egy ír fedélközi utas, aki a hajóút során barátkozik össze Jackkel és Fabrizióval. Lehetetlennek tartja, hogy Jacknek valaha is sikerül Rose közelébe férkőznie. A süllyedés során William Murdoch első tiszt lelövi őt, amikor tévesen azt hiszi, hogy a mentőcsónakba próbál bejutni.
- Spicer Lovejoy: Egy volt rendőr, Cal inasa és testőre, aki emellett Rose-on is rajta tartja a szemét. Rose szerint Cal apja bérelte őt fel, hogy „legyen, aki vigyáz a kicsi fiára”. Lovejoy Rose-zal, Rose anyjával és Callel együtt száll hajóra, és utasítja a hordárokat, hogy melyik csomagjukat hová vigyék. A süllyedés során életét veszíti; utolsó jelenetében görcsösen kapaszkodik a fedélzet deszkáiba, miközben a hajótest kettétörik alatta.
- Brock Lovett: Kincsvadász, aki a jelenben az Óceán Szívét keresi a Titanic roncsai között. Expedíciója lassan kifut az időből és a pénzből. A film végén véget vet a gyémánt felkutatásának. Egy törölt jelenetben Brock és Lizzy meglátják, amint Rose az Óceán Szívét be akarja dobni vízbe. Brock annyit kér Rose-tól, hogy hadd foghassa meg a nyakláncot, mielőtt a nő "beleejtené" az óceánba. Miután visszaadja Rose-nak az ékszert, elkezd nevetni.
- Lizzy Calvert: Rose unokája, aki gondját viseli, és elkíséri Lovett hajójára. A film egyik törölt jelenetében haragosan figyelmezteti Lovettet, hogy ne merészeljen erőszakos lenni a nagyanyjával.
- Lewis Bodine: Lovett barátja; kezdetben igencsak kétségbe vonja, hogy az idős Rose igazat mond. Minden empátiát nélkülözve magyarázza el neki a Titanic elsüllyedését egy trükkfilm segítségével – Rose történetének meghallgatása után azonban nagyban megváltozik.

### Valós szereplők
- Margaret (Molly) Brown (Kathy Bates): Margaret Brownt az első osztályon utazó nők (köztük Ruth, Rose anyja) némelyike „közönségesnek” és „újgazdagnak” titulálja, mivel viszonylag hirtelen tett szert a jólétre. Jackkel barátságosan viselkedik, és az első osztályon elköltendő vacsorához kölcsönad neki frakkot (melyet a fiának vett). Túléli a katasztrófát, a 6-os számú csónakban menekül meg (ezt a filmben nem említik). A hajó süllyedését követő percekben vitába keveredik a csónakvezető Hichens kormányossal, aki gyáva módon fél visszatérni a roncsokhoz, mondván, hogy a csónakot felboríthatják a fuldoklók. Molly érvekkel próbál hatni az utastársaira a visszatérésre, de végül ez nem történik meg.
- Thomas Andrews Jr. (Victor Garber): A hajó főtervezője; kedves és udvarias emberként látjuk, aki igen szerényen beszél „művéről”, a hajóról. Az ütközés után legfőképpen Ismay-t kell meggyőznie arról, hogy a vasból készült hajó igenis el fog süllyedni. A süllyedés során az első osztály dohányzószalonjában látjuk, amint a kandalló előtt állva az órát nézi; összeroppanva a bűntudat súlya alatt, amiért „nem épített egy erősebb hajót”. Rose-nak adja a saját mentőmellényét; legutolsó jelenetében a dohányzószalon kandallója feletti órát a saját zsebórájához igazítja. A film alapján valószínűleg akkor halt meg, amikor a dohányzószalon is kettétört a hajóval együtt. Nem tudjuk, a valóságban pontosan hogyan halt meg.
- Edward John Smith kapitány (Bernard Hill): A kapitány úgy tervezte, a Titanic első útja után nyugállományba vonul. Ez valószínűleg befolyásolta a döntését, amikor nagyobb sebességre adott utasítást, hogy a hajó első útja valóban a címlapokra kerüljön. A filmben az ütközés előtt nem sokkal visszavonul a kabinjába. A süllyedés során a navigációs hídon látjuk; itt veszíti életét, amikor a jeges víz bezúdul az ablakokon. Kérdéses, hogy vajon valóban így halt-e meg, vagy a lezuhanó első kémény ütötte agyon.
- Joseph Bruce Ismay (Jonathan Hyde): Ismay a filmben műveletlen első osztályú utasként jelenik meg, aki még azt sem tudja, kicsoda Sigmund Freud. Befolyását felhasználva (ő a White Star Line ügyvezető igazgatója) arra ösztökéli a kapitányt, hogy növelje a hajó sebességét. Az ütközés után igen nehezen birkózik meg azzal a ténnyel, hogy az „elsüllyeszthetetlen” hajója számára nincs segítség. Hírhedtté elsődlegesen az tette, hogy mintegy befurakodott egy mentőcsónakba, hátat fordítva a hajónak és a tragédiának. Egy kivágott jelenetben összetűzésbe kerül az egyik mentőcsónaknál segédkező Lowe ötödiktiszttel, mivel Ismay pánikba esve sürgeti a csónak leeresztésére.
- John Jacob Astor (Eric Braeden): A férfi az első osztályon utazik; Rose szerint ő a leggazdagabb ember a hajón. A filmben Rose bemutatja neki és 18 éves feleségének, Madeleine-nek Jacket. Az első osztály lépcsősorán veszíti életét, amikor oda is bezúdul a víz; a valóságban a hajó egyik kéménye zúzta halálra. Felesége, Madeleine az egyik utolsó csónakban megmenekült (ez a filmben nincs benne).
- Madeleine Astor (Charlotte Chatton): John Jacob felesége. Az egyik utolsó csónakban megmenekült (ez a filmben nincs benne).
- Archibald Gracie (Bernard Fox): A filmben Gracie gratulál Jacknek, amiért megmentette Rose életét, és kijelenti, hogy „a nők és a gépek nem férnek össze”. A filmből nem derül ki, de a valóságban az ezredes túlélte a katasztrófát a felfordult összecsukható B csónak hátán.
- Benjamin Guggenheim (Michael Ensign): A bányászat mágnása az első osztályon utazik. Minden szégyenérzet nélkül mutatja be szeretőjét, Madame Aubert utastársainak, miközben a családja várja otthon. Halála előtt a következő, legendássá vált szavakat mondja: „A legjobb ruhánkat vettük fel, és készek vagyunk úriemberként meghalni.” Ezután még rendel egy utolsó brandyt, majd egy karosszékben ülve nézi, hogyan borítja el a víz az A fedélzetet és a lépcsősort. Guggenheim nem volt hajlandó mentőcsónakba szállni, kijelentette, hogy inkább meghal, de nem hagyja, hogy miatta ne jusson hely nőknek, vagy gyerekeknek.
- Wallace Hartley (Jonathan Evans-Jones): A Titanic zenekarának vezetője: zenészeivel vidám muzsikákat játszik, miközben a hajó süllyed. Legutoljára a Közelebb, közelebb, Uram, hozzád! című művet játssza a filmben, bár nem egészen bizonyos, hogy valóban ez hangzott-e el a süllyedés végső pillanataiban, vagy Az ősz c. keringő. Utolsó szavai a zenészeihez: „Uraim, megtiszteltetés volt önökkel játszani.” A filmből nem derül ki, de a hajóval együtt száll hullámsírba.
- William Murdoch első tiszt (Ewan Stewart): A film legellentmondásosabb szerepe. A mentőcsónakok körüli kavarodásban Murdoch pisztolya elsül, és megöli Tommy Ryant, egy másik utassal együtt. A tiszt ezt követően a bűntudat súlya alatt öngyilkos lesz. Murdoch unokaöccse, Scott, miután látta a filmet, kifogásolta ezt az ábrázolást, mondván, nagybátyja valós hősiessége, és az, hogy ténylegesen megmentett jó néhány utast, háttérbe szorul. Néhány hónappal később Scott Neeson, a 20th Century Fox alelnöke elutazott Dalbeattie-be, ahol Scott Murdoch lakott, és személyesen kért bocsánatot, valamint ötezer angol fontot adományozott a város középiskolájának a William Murdoch Emlékdíj támogatására. A DVD audiókommentárban Cameron is elnézést kért, de megjegyezte, hogy valóban voltak olyan tisztek, akik nem riadtak vissza a pisztoly használatáról a „nők és gyerekek elsőként” elv maximális figyelembe vétele érdekében.
- Charles Herbert Lightoller második tiszt (Jonathan Phillips): A legmagasabb rangú tiszt, aki túlélte a Titanic katasztrófáját. A filmben Lightoller és a kapitány arról beszélgetnek, hogy nehezebb észrevenni a jéghegyet a teljesen nyugodt tengeren. Pisztollyal fenyegeti az utasokat, hogy rendet tartson. Látjuk még az összecsukható B csónakba kapaszkodni, amikor az első kémény lezuhan.
- Henry Wilde főtiszt (Mark Lindsay Chapman): A főtiszt beengedi Calt az utolsó csónakba, mert a férfinél egy gyermek van. Mielőtt megfagyna a vízben, megpróbálja visszatéríteni a csónakokat a vízben vergődő utasokhoz. Rose később az ő sípját használja, hogy jelt adjon Lowe ötödik tisztnek, és ezáltal megmeneküljön. Nem tudjuk, a valóságban hogyan halt meg.
- Harold Godfrey Lowe ötödik tiszt (Ioan Gruffudd): Az egyetlen tiszt, aki csónakjával visszafordult kimenteni a vízből a túlélőket. A filmben ő menti meg Rose-t.
- James Moody hatodik tiszt (Edward Fletcher): A tiszt életét vesztette a katasztrófában. A filmben ő engedi fel a hajóra Jacket és Fabriziót, pillanatokkal az indulás előtt. Ő számol be Murdochnak a jéghegyről, és követi az első tiszt utasításait, amikor az hátramenetet vezényel. Nem élte túl a tragédiát.
- Thomas Byles atya (James Lancaster): Angol katolikus pap; a filmben együtt imádkozik az utasokkal a süllyedés utolsó pillanataiban. Segített Molly Brownnak rávennie az utasokat, hogy beszálljanak a csónakokba. Nem élte túl a katasztrófát.
- Isidor és Ida Strauss (Lew Palter és Elsa Raven): Az idős házaspár első osztályú kabinjában hal meg. Isidor Strauss a Macy áruház tulajdonosa és New York kongresszusi képviselője volt. Holttestét megtalálták, és Brooklynban temették el.
- Sir Cosmo Duff-Gordon (Martin Jarvis): Skót nemes, aki az 1-es csónakban menekült meg. Nem volt hajlandó visszatérni a vízben lévőkért.
- Lady Lucile Duff-Gordon (Rosalind Ayres): Sir Cosmo felesége, híres ruhatervező. Ő is az 1-es csónakban menekült meg, és ő sem volt hajlandó visszatérni a többiekért.
- Noel Leslie, Rothes grófnője (Rochelle Rose): Túlélte a katasztrófát.
- Frederick Fleet (Scott G. Anderson): Az őrszem, aki észrevette a jéghegyet. Nem derül ki a filmből, hogy túlélte-e. Egy kivágott jelenetben Fleet a 6-os csónak elindulásakor ügyetlenül próbál elevezni, a kiabáló Hitchens kormányos utasítására, de a gazdag dáma, Molly Brown elkéri tőle a lapátot, és egész éjszaka evezik a mentőcsónakban.
- Reginald Lee (Martin East): Fleet társa az árbóckosárban. Nem derül ki a filmből, hogy túlélte-e.
- Joseph Boxhall negyedik tiszt (Simon Crane): A rakéták fellövéséért és a 2-es csónak megtöltéséért felelős tiszt. A filmben egyetlen alkalommal jelenik meg: a süllyedés végső pillanataiban a vízből kiemelkedő hajótest mellett már a mentőcsónakban ül, és ordítva biztatja embereit: „Evezzetek! Az Istenért! Evezzetek!”
- Jack Phillips (Gregory Cooke): A Titanic rádióstisztje; Smith kapitány az ütközést követően a vészjelzés leadására utasítja. Nem derül ki a filmből, de a valóságban életét veszítette.
- Charles Joughin vezető pék (Liam Tuohy): A péket a süllyedés legvégén látjuk Jackkel és Rose-zal együtt a hajó tatján. Az igazi Joughin azt mondta, úgy csúszott a vízbe, hogy a haja nem is lett nedves (nagy szerepe volt ebben az alkoholnak).
- Joseph G. Bell főgépész (Terry Forestal): Bell és emberei az utolsó pillanatig azon dolgoztak, hogy legyen elég áram a világításhoz és a rádióhoz a vészjelzések továbbítására. Ő is, és legtöbb társa is életét vesztette, csapdába esve a Titanic gépházában. Holttesteiket soha nem találták meg.

## A film készítése
James Cameron rajongója volt a hajóroncsoknak, köztük a Titanicénak is, és el is készítette egy lehetséges film forgatókönyvének vázlatát. A hajó elsüllyedéséről azt mondta, „olyan, mint egy nagyszerű regény, ami tényleg megtörtént". Az idő múlásával azonban egyre inkább úgy érezte, az erkölcsi mondanivaló fontosabb, és a film elkészítésével a közönséget az élő történelemmel kívánta szembesíteni. A rendező a szerelmi szálat egy történet leginkább lebilincselő részeként jellemezte. Jack és Rose szerelme, majd ennek tragikus vége megérteti a nézőközönséggel a tragédia súlyát. Cameron a románc történetét modern keretbe foglalta az idős Rose szerepeltetésével, hogy ezáltal még inkább kézzelfoghatóvá és szívbe markolóbbá tegye elbeszélését. A kincsvadász Brock Lovett azokat szimbolizálja, akik sohasem voltak képesek emberi közelségből szemlélni a katasztrófát. A rendező filmjével az elhunytak előtt kívánt tisztelegni, s hat hónapot töltött a tragédia pontos körülményeinek kutatásával.
Felkereste a 20th Century Fox filmstúdiót, és, a hajóroncsról készített felvételek népszerűségére apellálva meggyőzte őket a filmjéről. Meg is szervezte a merülést a Titanichoz az Akagyemik Msztyiszlav Keldis nevű orosz kutatóhajó fedélzetéről, melynek kapitánya Anatolij Szagalevics volt. A stáb 1995-ben tizenkét alkalommal merült a tenger fenekére a roncshoz, ebből 11 alkalommal forgattak is, és végeredményben több időt töltöttek a Titanickal, mint az utasai. Cameron ezután megírta a forgatókönyvet. A Harland és Wolff hajógyár, mely a Titanicot építette, úgyszintén segítségére volt, és olyan tervrajzokat is megmutattak a rendezőnek, melyeket mindenki elveszettnek hitt. A hajó belső terének hiteles ábrázolásához Peter Lamont díszlettervező és csapata fáradhatatlanul kutattak a hajó korából származó eredeti (bútor)darabok után. A Fox a mexikói Playas de Rosarito-tól délre 160 ezer m2 földterületet vásárolt, és 1996. május 31-én elkezdte felépíteni az új stúdióját. Cameron rekonstruált hajója számára rendelkezésre állt egy 68 millió literes, hatalmas tartály, melyben a süllyedés jeleneteit felvették. A csónakfedélzetet és az A fedélzetet használták a forgatás során, a hajó többi része lényegében csak acélszerkezet volt, melyet a filmben digitális trükkökkel maszkíroztak el. (A mentőcsónakok és a kémények mérete 10%-kal kisebb volt, mint az eredeti.) 15 méter magas emelőszerkezettel döntötték meg a hajót a süllyedés bemutatásához. A kamerák és a reflektorok elhelyezéséhez rendelkezésre állt egy 49 méter magas torony, mely 180 méter hosszú sínen mozoghatott. (A süllyedés jeleneteinek felvétele után a hajót szétszedték, és darabjait eladták, hogy könnyebben fedezhessék a költségeket.)

### A forgatás
A napjainkban játszódó jeleneteket az Akagyemik Msztyiszlav Keldis kutatóhajó fedélzetén vették fel. Itt történt, hogy valaki (sosem derült ki, hogy pontosan kicsoda) angyalport szórt a stáb ételébe, minek következtében több tucatnyian betegedtek meg (köztük maga Cameron), és kerültek kórházba.
A Titanicon játszódó jeleneteket 1996 szeptemberében kezdték forgatni a Fox vadonatúj stúdiójában. A hajó tatfedélzetét külön is megépítették, és különleges forgópántok segítségével pár másodperc alatt függőleges helyzetbe tudták fordítani. A kaszkadőrök biztonsága érdekében a kiálló elemek nagy részét habszivacsból készítették. Cameron a hajót annak jobb oldali része felől építette fel, ami a southamptoni indulás jeleneteinél némi nehézséget okozott, ugyanis ott a hajó a bal oldala felől volt kikötve. A díszleteken ezért a feliratokat tükörírással kellett írni, és a szereplőknek is fordítottan kellett mozogni (jobb helyett balra és fordítva). Az utómunkálatok során természetesen a helyes irányba fordították a képeket.
Senki számára nem volt könnyű feladat a forgatás. Eredetileg 138 naposra tervezték, de végül 160 lett belőle – majdnem hat hónap. A stáb nagyon sok tagja megfázott, influenzás lett vagy húgyúti fertőzést kapott, miután órákat töltöttek a hideg vízben (Kate Winslet sem volt kivétel). Sokan ott is hagyták a forgatást, három kaszkadőr pedig csonttörést szenvedett. A Screen Actors Guild nevű szervezet azonban egy vizsgálatot követően azt állapította meg, hogy a biztonsági előírásokat nem szegték meg. Cameron soha nem kért elnézést azért, amiért úgy kezelte a stábját, mintha egy hadseregnek parancsolna feltétlen engedelmességet várva, de annyit elismert, hogy „sokat követelek, és természetesen sokat követelek a stábtól is. A hatalmas logisztikára, az emberek biztonságára és az ezernyi egyéb dologra csak ilyen katonás stílusban lehet kellőképpen odafigyelni. Úgy gondolom, korrekt és szigorú metodikára van szükség ahhoz, hogy ennyi embert kézben lehessen tartani.”

### Speciális effektusok
20 millió literes tartályban vették fel a süllyedés azon jeleneteit, melyek a hajó belsejében játszódnak. A tartályban az egész díszletet el lehetett süllyeszteni; ekképpen készültek az első osztály lépcsősorának elsüllyedését bemutató képek is – mindehhez még 360 ezer liter vizet zúdítottak felülről a díszletbe, mely váratlanul az egész lépcsőt leszakította a fémvázról. Szerencsére ebben a balesetben senki nem sérült meg. A Titanic 227 méter hosszú modelljének elülső felét a víz alá süllyesztették – ezt megkönnyítendő Cameron a díszletet teljesen kiürítette, és a sétafedélzet ablakai közül nem egyet ő maga tört be. Miután az ebédlőszalont is elsüllyesztették, három napot töltöttek azon felvételek elkészítésével, melyeken Lovett távirányítható tengeralattjárója látható a roncsok közt kutatva. A süllyedés utáni jeleneteket egy 1 millió 400 ezer literes tartályban vették fel; a sminkesek különleges port alkalmaztak a színészek arcán, mely vízzel érintkezve kristályokká formálódott, hajukat és ruhájukat pedig viasszal borították be, hogy minél élethűbben látszódjanak megfagyott holttesteknek.
Cameron a legvégsőkig elment a speciális vizuális effektek terén, és a Digital Domain mindent meg is tett a kedvéért. A Titanicról készült korábbi filmekben a víz beáramlását lassított felvételben ábrázolták, ami Cameron szerint nem volt valami meggyőző. A Digital Domain embereit arra ösztönözte, hogy a hajó 14 méter hosszú miniatűrjéről olyan felvételeket készítsenek, „mintha az egy White Star Line reklámanyag volna." Digitális technika segítségével ezután még adtak hozzá egyéb extrákat (vizet és füstöt is). A vizuális effektekért felelős Rob Legato a digitális extrák kedvéért rengeteg színész és kaszkadőr arcát tanulmányozta, beleértve saját magát és családját is. A hajó tatjáról külön is készült egy 20 méteres makett, melyet többször is ketté lehetett törni. A Titanic gépházának ábrázolásához az SS Jeremiah O’Brien nevű hajó gépházáról készült felvételeket zöldháttér-technológiával kombinálták a színészekkel és a miniatűrökről készült képekkel. Takarékossági okokból az első osztályú szalont is miniatűrként építették meg, és a fenti technikával helyezték bele a szereplőket.

### Vágás
A film első összevágása során Cameron úgy döntött, megváltoztatja az eredeti befejezést (mely egyébként magyarázatul szolgált volna Brock Lovett történetére). Ebben a verzióban Lovett és Lizzy észrevették az idős Rose-t, amint a hajó tatja felé ment, és attól féltek, hogy a vízbe ugrik. Rose ezután megmutatta nekik az Óceán Szívét, mely mindvégig nála volt, s melyet soha nem adott el, mert túlságosan is emlékeztette Calre. Elmondta Lovettnek, hogy az élet értékét nem lehet pénzben megmérni, és, miután megengedte a kincsvadásznak, hogy a kezébe vegye, bedobta az ékszert a tengerbe. Ezután Lovett maga is rájött, hogy nem az anyagi értékek és kincsek a legfontosabbak, és kinevette saját ostobaságát. Az idős Rose visszatért a szobájába, és innentől a film befejezése már megegyezik a jól ismerttel. A vágószobában azonban Cameron rájött, hogy mire idáig jut a film, a nézőt már cseppet sem érdekli Brock Lovett, így hát a végső változatban Rose egyedül van, amikor a tengerbe dobja a gyémántot. Ezenkívül a nézők megrendültségét sem kívánta befolyásolni az utolsó jelenettel.
A tesztvetítés során még szerepelt a filmben egy jelenet, melyben Jack és Lovejoy összeverekednek, miután Jack és Rose az elárasztott ebédlőszalonba menekültek. A teljes jelenetben Cal (hamisan) azt ígérte Lovejoynak, hogy neki adja az Óceán Szívét, ha sikerül megölnie Jacket és Rose-t, Lovejoy tehát a pár után eredt a lassan víz alá süllyedő első osztályon. Már éppen megmenekülnének előle, amikor az inas észreveszi Rose kezét, amint lecsúszik az asztalról, ami mögött rejtőzik. Jack rátámad, és, megbosszulva azt, hogy a gyémánt ellopásával vádolták, fejjel nekilöki egy üvegajtónak (Lovejoy fejét ezért látjuk véresnek a film végső verziójában a hajó kettétörésekor). A közönségnek nem tetszett ez a jelenet, mondván, valószerűtlen, hogy valaki pusztán az anyagi jólétért tenné kockára az életét, Cameron tehát ezért (és a film rövidítése céljából is) kivágta a filmből. Hasonló okokból sok más jelenet sem került bele a végleges verzióba.

## Filmzenealbum
A Titanic zenéjét James Horner írta, és műve minden idők legnagyobb példányszámban eladott (nagyzenekari) filmzenealbuma lett. Az album vokalistája a norvég Sissel Kyrkjebø, ill. hallhatjuk Céline Dion előadásában a film betétdalát (My Heart Will Go On) is. Az egész világon hatalmas sikert aratott; az USA-ban 16 hetet töltött a slágerlisták élén, és gyémántlemez lett a maga 11 millió (USA) eladott példányával. Amerikában 1998-ban az év legkeresettebb lemeze volt. Az albumnak folytatása is született Back to Titanic címmel, melyen az előző lemezre fel nem került felvételek mellett újonnan rögzített tételek is hallhatók. A filmben elhangzott Come Josephine, In My Flying Machine című dalt ezen a lemezen Enya testvére, Márie Brennan énekli (aki „civilben” a Clannad nevű együttes tagja). Mindkét albumon Ian Underwood és Eric Rigler játszanak tradicionális ír fúvós hangszereken. A Back to Titanic is meglehetősen sikeres volt; az USA-ban egymillió példányban kelt el, és a slágerlistákon a második helyet érte el.
A My Heart Will Go On című dalt James Horner és Wilbur Jennings titokban írták. Cameron eredetileg nem akart betétdalt a filmjéhez. Horner azonban felkereste Céline Diont, aki beleegyezett egy demó verzió rögzítésébe, miután férje, René Angelil is rábeszélte. A felvétel New Yorkban készült el, és minden jelenlévőnek könnyet csalt a szemébe. Horner várt a dal bemutatásával, mígnem egy napon, mikor találkozott a rendezővel, és kellően jó hangulatúnak találta hozzá, háttérzeneként betette. A rendező rá is kérdezett, mi szól, mire Horner elárulta neki titkát. Később Cameron, miután többször is végighallgatta, úgy döntött, áldását adja rá, de kissé aggódott, nehogy a dal miatt azzal vádolják, hogy „a film végére túlságosan kommersz irányba hajlik”. Viszont Céline Dionnal, turnéja miatt nem sikerült időben újra egyeztetni, ezért a filmben a demó verzió szólalt meg.

## Fontosabb díjak, jelölések

### Oscar-díj
| Díj                             | Személy                                                      |
| ------------------------------- | ------------------------------------------------------------ |
| legjobb film                    | James Cameron Jon Landau                                     |
| legjobb rendező                 | James Cameron                                                |
| legjobb látványtervezés         | Peter Lamont Michael Ford Michael Foster                     |
| legjobb operatőr                | Russell Carpenter                                            |
| legjobb jelmeztervezés          | Deborah Lynn Scott                                           |
| legjobb vágás                   | Conrad Buff IV James Cameron Richard A. Harris               |
| legjobb eredeti filmzené        | James Horner                                                 |
| legjobb dal My Heart Will Go On | James Horner Will Jennings                                   |
| hangkeverés                     | Gary Rydstrom Tom Johnson Gary Summers Mark Ulano            |
| legjobb hangvágás               | Tom Bellfort Christopher Boyes                               |
| legjobb vizuális effektusok     | Robert Legato Mark A. Lasoff Thomas L. Fisher Michael Kanfer |
| Jelölések                       |                                                              |
| legjobb női főszereplő          | Kate Winslet                                                 |
| legjobb női mellékszereplő      | Gloria Stuart                                                |
| legjobb smink                   | Tina Earnshaw Greg Cannom Simon Thompson                     |